# Santuario de la Virgen de Pastur
Pastur es una diminuta aldea en la que solo viven dos personas, del concejo de Illano, cuya cabeza es el pueblo del mismo nombre, en la zona occidental de Asturias. El Santuario de la Virgen de Pastur, cuya titular es  Nuestra Señora de la Soledad, está en una profunda cañada de la Sierra de Bobia y es el más alejado de la capital asturiana de la que dista 179 km. Es uno de los centros de mayor peregrinación del occidente asturiano durante todo el año.

## Emplazamiento
Se llega desde Navia, una vez cruzado el puente sobre la ría por la carretera AS-12 de Boal a Illano (o Eilao) y tomando la desviación en este pueblo a la altura del área recreativa de Folgueirou (Xolgueireu en bable) y desvío a la izquierda según señalización hacia la diminuta aldea de Pastur durante 15 km. Es uno de los centros de mayor peregrinación del occidente asturiano durante todo el año, a pesar de la cierta dificultad que entraña el recorrido a realizar para llegar a él.
Para llegar a Pastur, si no estamos cerca ya porque nos encontramos en alguna población próxima, lo mejor es dirigirse al Alto de La Garganta (Villanueva de Oscos) y desde la glorieta existente en el alto tomar el desvío hacia Illano a través de unas pistas con un firme en muy buen estado y seguir las indicaciones existentes que no dan lugar a error. Hay que tener cuidado, pues es una zona donde la niebla aparece con mucha frecuencia y hace la ruta bastante peligrosa.

## Historia
Se cuenta, mediante la tradición pasada de una generación a otra, que la Virgen se apareció a una pastora del lugar y prometió que quienes visitasen su santuario no sufrirían mal alguno en sus personas y ganados. Los habitantes de Pastur quisieron llevar a la imagen a una pequeña ermita cercana, a la Casa del Río de Entrerríos, en lo alto de un montículo, pero cada vez que la llevaban, la Virgen aparecía el día siguiente en el pueblo. Estos traslados nocturnos de imágenes de la Virgen y de algunos santos como ocurre con la de «San Julián de Xio» son recurrentes en este concejo y en otros muchos de Asturias y de toda la geografía peninsular.

## Estructura y arquitectura
La estructura arquitectónica es del año 1665, si bien sufrió reformas posteriores. De una de ella da fe la siguiente inscripción grabada en una losa del Santuario: «se edificó i pintó esta iglesia siendo cura don Man Dangelani i mayordomo don francisco de Castro. Año de 1868». En otro muro figura la inscripción: «Esta capilla hízose y remató Miguel Alvarez del Pato, a costa del cura, siendo cura Rozal Alvarez de Castrillo y mayordomo Antonio Alvarez. Año 1.665». La cabecera tiene una bóveda de cañón con cubierta adornada con quince pinturas fechadas en 1718 que, con escenas muy populares, representan los quince misterios del Rosario.

### La imagen de la Virgen
La  imagen de la Virgen, de tipo barroco popular del siglo XVIII, es de vestir y solo están trabajadas las partes vistas del Niño y la cara de la Virgen, siendo lo demás una estructura de madera. Está presidiendo el retablo de la iglesia. La Virgen de la Soledad, titular de este santuario, tiene la teatralidad barroca que fue muy popular a partir del siglo XVII y tiene el estilo de la realizada por Gaspar Becerra en 1565 para el «Convento de los Mínimos» de Madrid. La Virgen está de rodillas, con las manos enlazadas a la altura del pecho en posición orante y baja la mirada en dirección a una cruz que tiene a su derecha con dos espadas cruzadas. Se viste tocada por dos túnicas, una blanca y otra, a modo de manto, de color negro. La altura es de, aproximadamente 1,20 m. Los primeros datos documentales de la imagen se tienen en el último cuarto del siglo XVIII ya que figura en el Libro de fábrica del santuario la donación de un familiar de los Fernández Entrerrios y Pastur, incluida en el citado libro por orden del Visitador del año 1777. A cambio, el documento indica que deberá decirse una Misa anual el día de Santa Isabel o bien un  «octavario» por el alma de Domingo Fernández Entrerríos y sus descendientes. También estipulaba el documento los estipendios y limosna al cura que celebrase la misa y que eran siete reales por Misa y tres por el cura que lo asistiese. Estas cantidades debían ser satisfechas por el mayordomo del santuario. El documento tiene fecha del 16 de agosto de 1975 donde se cita la donación de la imagen y la cesión de los derechos al santuario.
De todo lo anterior se deduce la antigüedad de la devoción a la Virgen de la Saledad de Pastur pero nada dice acerca de la antigüedad de la imagen que hoy se venera. Se carece de descripción física de la imagen que ayude a deducir la cronología de ella Se pueden hacer suposiciones sobre la base de las fotografía existentes: si es la que donó la familia Fernández Entrerríos y Pastur a finales del siglo XVIII es muy probable que fuera adquirida en Oviedo y que el autor fuese alguno de los discípulos de Antonio Borja (1661-1730), famoso escultor que trajo a Asturias el gusto por las que se llamaban «imágenes de vestir», con cantidad de postizos y complementos. La otra suposición es que, dada la semejanza con la imagen de Becerra, se trajera desde Madrid aunque en este caso hay que considerar como inconveniente el gasto que tal empresa supondría.

### El templo
La única nave tiene cubierta de madera con vertientes a dos aguas, ábside, pórticos, campanario y sacristía. El coro está a los pies. El retablo es de estilo barroco del siglo XVII aunque tiene varias tallas contemporáneas.
Tiene una espadaña fechada en el siglo XVIII, de tres huecos, con frontón en su parte superior. La fachada tiene tres figuras muy expresivas labradas en piedra, con los ojos desorbitados y la boca muy abierta. A estas figuras se les llama «mascarones». La «casa de la Novenas», costeada por una persona devota de la Virgen de Pastur, si bien está en ruinas, conserva la fachada principal que da idea de la importancia que tuvo en tiempos pasados. Esta casa servía de albergue y refugio a los peregrinos que venían para asistir al novenario.
También sufrió reformas en los años 1967 y 1968. El 8 de septiembre de 2005 fue un día de muy triste recuerdo, ya que los miles de velas y cirios que encendieron los peregrinos con motivo de las peticiones que le hacían a la Virgen fueron la causa de que se incendiase el suelo de madera y arrasase a la iglesia entera. Fue la noche del 8 al 9 de septiembre. La posterior rehabilitación permitió descubrir el suelo original de piedra y recuperar las maderas ocultas que estaban en el presbiterio. También se recuperaron pinturas murales y otros ornamentos, así como la talla de la virgen que resultó muy dañada.
Junto al Santuario hay un «teixo» (tejo en asturiano) que los lugareños afirman ser milenario más por enfatizar su amor al lugar, pero que en realidad debe tener unos cinco siglos. En cualquier caso, en 2008 las dimensiones del tejo de Pastur eran de 17,5 metros de altura, 20 de copa y algo más de 4 metros de perímetro, lo que indica que puede tener unos trescientos o cuatrocientos años, le hacen acreedor al título de Monumento Natural Tejo de Pastur.

## Favores y milagros
Los peregrinos acuden con velas que depositan en gran número a los pies de la Virgen pidiendo por sus necesidades. Parece que, tradicionalmente, las madres ofrecían a la Virgen sus hijos llorones. También llevaban exvotos de cera de animales que se subastaban junto a las ofrendas que los romeros traían el día 28 de agosto a efectos de recaudar fondos para el mantenimiento del Santuario.

## Fiestas, devociones y tradiciones
En el templo y alrededores tienen lugar dos «romerías» importantes al año: 
- La principal es la de San Agustín, que se celebra el 28 de agosto.
- Poco después, el 8 de septiembre, tiene lugar la de Nuestra Señora de Pastur.

Antiguamente las fiestas empezaban el 28 de agosto y duraban hasta el 8 de septiembre, dedicando este periodo a la novena en honor de la Virgen, alojándose los peregrinos en la ya citada «Casa del peregrino».
Para estas dos romerías se concentran en este lugar romeros de los concejos de Illano, los Oscos, Pesoz, Allande, Boal, Lugo, Villayón, etc. En ambos casos, después de la fiesta religiosa, los romeros celebran la comida tradicional junto al río das Moscas, bello lugar donde los castaños y robles dan sombra a los peregrinos.
Tienen tradición de curativas las aguas de este río.